# Comitatul Madison, Montana
Comitatul Madison (conform originalului, Madison County) este un comitat din cele 56 ale statului Montana din Statele Unite ale Americii. La data de 1 aprilie 2010, data efectuării celui de-al 23-lea recensământ al Uniunii, populația comitatului fusese de 7.691 de locuitori. Sediul și reședința comitatului se află în localitatea Virginia City. GR6

## Geografie
Conform datelor generate de U.S. Census Bureau, comitatul are o suprafață totală de 9.327,74 km² (sau 3,603 mi2), dintre care 9.286,32 km² (sau 3,587 mi²) este uscat, iar 41,42 km² (sau 16 mi², ori 0,44 %) este apă.

### Comitate vecine
- Comitatul Jefferson, Montana - la nord;
- Comitatul Gallatin, Montana - la est;
- Comitatul Fremont, statul Idaho - la sud;
- Comitatul Beaverhead, statul Montana - la sud-vest și vest;
- Comitatul Silver Bow,  Montana - la nord-vest.

## Comunități

### Târguri
- Ennis
- Sheridan
- Twin Bridges
- Virginia City

- Alder
- Big Sky
- Harrison

### Alte comunități
- Cameron
- Norris
- Pony
- Ruby
- Union City

## Demografie
|  | Graficele sunt indisponibile din cauza unor probleme tehnice. Mai multe informații se găsesc la Phabricator și la wiki-ul MediaWiki. |

Date: Wikidata - grafică realizată de Wikipedia